# Josep Deloncle
Josep Deloncle (Perpinyà, 1913 - Perpinyà, 22 de maig de 1990) fou un folklorista, activista cultural i polític nord-català.

## Biografia
El 1945 va reprendre el negoci de la farmàcia de la seva família, situada al barri de Sant Jaume, però es va interessar pel folklore del Rosselló quan el 1950 va trobar uns goigs en la sagristia d'una església de muntanya. Això el va dur a impulsar la processó de la Sanch del Divendres Sant i el 1959 organitzà les protestes populars contra la celebració del tricentenari del Tractat dels Pirineus.
El 1963 fundà al Castellet de Perpinyà la Casa Pairal, que des del 2010 es diu Casa Pairal Josep Deloncle, de la que el conservador n'és el seu fill Jaume Deloncle.
Va participar activament en els diversos moviments catalanistes com Germanor, Grup Rossellonès d'Estudis Catalans, Orfeó Català i la Federació Sardanista del Rosselló i el 1976-1977 participà en el Congrés de Cultura Catalana, del que n'ha estat membre de la comissió permanent. El 1969 va donar suport l'alcalde Paul Alduy quan reclamava un estatut especial per al Rosselló a la Sala Aragó del consistori de Perpinyà. El 1972 participà en la creació del Socors Català, oferint la seva pròpia casa a refugiats catalans del Sud, i en la creació de l'Acció Regionalista Catalana amb Gilbert Grau.
El 1981 fou elegit president de l'associació Unió per una Regió Catalana, el 1984 rebé la Creu de Sant Jordi, el 1985 el Premi d'Actuació Cívica i el 1988 la Medalla del Mèrit Diocesà.

## Obres
- Goigs del Rosselló (1951)[1]
- Les arrels catalanes del Rosselló (1975)[1]